# Roberto Dinamite
 Carlos Roberto de Oliveira, surnommé Roberto Dinamite, est un footballeur brésilien né le 13 avril 1954 à Duque de Caxias et mort le 8 janvier 2023 à Rio de Janeiro. Il jouait au poste d’attaquant, principalement avec Vasco de Gama et l'équipe du Brésil.
Il compte 38 sélections pour 20 buts marqués avec l'équipe du Brésil entre 1975 et 1984. Il participe aux Coupes du monde 1978 et 1982.
Il a été surnommé « Dinamite » par un journaliste qui, lors du compte-rendu d’un match disputé en novembre 1971, où Roberto avait marqué un but magnifique, avait écrit : « le Garçon-Dinamite provoque une détonation au Maracanã ».

## Biographie

### En club
Roberto Dinamite marque 698 buts pour le Vasco De Gama, sur un total de 744 en carrière. Il joue 1022 matchs (768 officiels et 254 amicaux)[réf. nécessaire].
Il inscrit au cours de sa carrière près de 200 buts en première division brésilienne. Lors de la saison 1984, il inscrit 16 buts dans ce championnat, ce qui constitue sa meilleure performance.
Il dispute avec Vasco De Gama 19 matchs en Copa Libertadores, marquant quatre buts. Il atteint les quarts de finale de cette compétition en 1990, en étant battu par l'équipe colombienne de l'Atlético Nacional.
Il joue huit matchs en Liga avec le club espagnol du FC Barcelone, inscrivant deux buts. Il joue également avec cette équipe deux matchs en Supercoupe de l'UEFA, marquant un but.

### En équipe nationale
Roberto Dinamite reçoit 38 sélections en équipe du Brésil entre 1975 et 1984, inscrivant 20 buts.
Il joue son premier match en équipe nationale le 30 septembre 1975, contre le Pérou.
Avec la sélection olympique, il participe aux Jeux olympiques d'été de 1972 qui se déroulent à Munich. Lors du tournoi olympique, il joue un match contre l'Iran.
Lors des éliminatoires du mondial 1978, il dispute six matchs, marquant cinq buts.
Il participe avec l'équipe du Brésil à deux phases finales de Coupe du monde, en 1978 et 1982. Lors du mondial 1978 organisé en Argentine, il joue cinq matchs, inscrivant trois buts. Il marque un but contre l'Autriche, puis un doublé contre la Pologne. Le Brésil se classe troisième de la compétition. En revanche, lors du mondial 1982 organisé en Espagne, il ne joue aucun match.
Il atteint avec le Brésil la finale de la Copa América en 1983, en étant battu par l'équipe d'Uruguay. Il termine co-meilleur buteur de la compétition (trois buts), à égalité avec Alberto Aguilera et Jorge Burruchaga.
Il joue son dernier match en équipe nationale le 17 juin 1984, contre l'Argentine.

### Reconversion
Roberto Dinamite prend sa retraite de joueur le 24 mars 1993, après un dernier match au Maracanã. Il se lance alors dans une carrière politique sous les couleurs du PSDB, puis du PMDB, devenant député de l'État de Rio de Janeiro.

## Clubs
- 1970 – 1979 : Vasco de Gama  Brésil
- 1979 – 1980 : FC Barcelone  Espagne
- 1980 – 1989 : Vasco de Gama  Brésil
- 1989 – 1990 : Portuguesa de Desportos  Brésil
- 1990 : Vasco de Gama  Brésil
- 1991 : Campo Grande Atlético Clube  Brésil
- 1992 – 1993 : Vasco de Gama  Brésil

## Palmarès

### Sélection
- Vainqueur de la Copa Rio Branco en 1976 avec le Brésil
- Finaliste de la Copa América en 1983 avec le Brésil
- Troisième de la Coupe du monde en 1978 avec le Brésil

### Club
- Champion du Brésil en 1974 avec Vasco de Gama
- Vainqueur de la Coupe Guanabara en 1976, 1977, 1986, 1987 et 1992 avec Vasco de Gama, et en 1990 avec le Portuguesa de Desportos
- Champion de l'État de Rio en 1977, 1982, 1987, 1988, 1992 avec Vasco de Gama
- Vainqueur de la Coupe de Rio en 1984, 1988, 1992 avec Vasco de Gama

### Individuel
- Meilleur buteur de l'histoire du championnat de Rio avec 284 buts.
- Meilleur buteur du championnat brésilien en 1974 et 1984
- Meilleur buteur du championnat de l'État de Rio en 1978, 1981 et 1985
- Meilleur buteur de la Copa América en 1983
- « Ballon d'argent brésilien » en 1979, 1981 et 1984